# Ometoat
Ometoat és un compost químic del grup dels (C₅H₁₂NO₄PS) del grup del carboxamides. És el metabolit principal del dimetoat.
És un líquid incolor amb olor de mercaptà. És miscible en aigua, alcohols, acetona i diversos hidrocarburs. És incompatible amb materials alcalins.
És tòxic per a humans i causa neuropatia retardada (OPIDIN – Organophosphate-induced delayed neuropathy) a partir de set a catorze dies d'exposició, la recuperació és lenta i rarament completa, amb un possible potencial genotòxic. Als Països catalans que fan part de l'estat espanyol no es pot fer servir en productes agrícoles destinat a l'elaboració de preparats per a nadons i preparats de continuació des del 2008. Dés de desembre 2020 és prohibit en el cultiu de cireres.
Pot ser fitotòxic per algunes varietats de préssecs Toxicitat aguda per rates, ocells, peixos, algues, abelles i cucs. És un irritant per la pell i les membranes mucoses dels mamífers.

## Usos
Es feia servir com insecticida i acaricida organofosforat sistèmic disponible en forma de concentrat soluble. És un metabòlit i anàleg P=O (oxó) del dimetoat i actua en inhibir l'acetilcolinesterasa. No es troba en la llista dels productes fitosanitàries autoritzades en la Unió Europea.
És un insecticida amb acció per contacte i estomacal. S'utilitza per al control d'àcars, àfids, escarabats, erugues, cotxinilles, mosques, etc. en fruites, cereals, arròs, patates, plantes ornamentals i d'altres cultius. Les taxes d'aplicació varien de 35 a 1000 g/ha, depenent del cultiu i mètode d'aplicació.
Les plantes el prenen ràpidament. Té una mobilitat relativament alta al sòl però és ràpidament metabolitzat.